# Municipio de Beech Creek (Pensilvania)
El municipio de Beech Creek (en inglés: Beech Creek Township) es un municipio ubicado en el condado de Clinton en el estado estadounidense de Pensilvania. En el año 2000 tenía una población de 1.010 habitantes y una densidad poblacional de 4.1 personas por km².

## Geografía
El municipio de Beech Creek se encuentra ubicado en las coordenadas 41°07′29″N 77°45′00″O / 41.12472, -77.75000.

## Demografía
Según la Oficina del Censo en 2000 los ingresos medios por hogar en la localidad eran de $37,708 y los ingresos medios por familia eran de $40,903. Los hombres tenían unos ingresos medios de $27,366 frente a los $20,417 para las mujeres. La renta per cápita de la localidad era de $16,983. Alrededor del 8,3% de la población estaba por debajo del umbral de pobreza.